# Слобода-Подлесовская
Слобода́-Подле́совская (укр. Слобода-Підлісівська) — село на Украине, находится в Ямпольском районе Винницкой области.
Код КОАТУУ — 0525685501. Население по переписи 2023 года составляет 600 человека. Почтовый индекс — 24541. Телефонный код — 4336.
Занимает площадь 3,24 км².

## Адрес местного совета
24541, Винницкая область, Ямпольский р-н, с. Слобода-Подлесовская, ул. Котовского, 40

## Известные жители и уроженцы
- Васильковский, Дмитрий Иванович (род. 1941) — Герой Социалистического Труда.